# Passiflora popayanensis
Passiflora popayanensis är en passionsblomsväxtart som beskrevs av Ellsworth Paine Killip. Passiflora popayanensis ingår i släktet passionsblommor, och familjen passionsblomsväxter. Inga underarter finns listade i Catalogue of Life.